# Ізяслава Володимирівна
Ізясла́ва (? — після 1288) — руська князівна невідомого походження. Ймовірно, належала до династії Рюриковичів. Названа донька володимирського князя Володимира Васильковича. Не маючи дітей від своєї дружини, князь прийняв дитину ще «в пеленах» і «воскормил» її, «аки свою дщерь родимую». Перед смертю, запросивши до себе племінника свого, луцького князя Мстислава Даниловича, якому він хотів заповісти свій уділ, Володимир змусив його цілувати хрест, що він не відніме нічого з заповіданого ні у його вдови, ні у Ізяслави і що не видасть Ізяславу заміж проти її волі та волі його вдови. Подальша доля, шлюби і діти невідомі.

## Сім'я
- Батько: невідомий
- Названий батько: Володимир (?—1288), князь володимирський (1269—1288)